# WHOIS
WHOIS é um protocolo da pilha TCP/IP (porta 43) específico para consultar informações de contato e DNS sobre entidades na internet.
Uma entidade na internet pode ser um nome de domínio, um endereço IP ou um AS (Sistema Autônomo). Para cada entidade, o protocolo WHOIS apresenta três tipos de contato: Contato Administrativo (Admin Contact), Contato Técnico (Technical Contact) e Contato de Cobrança (Billing Contact). Estes contatos são informações de responsabilidade do provedor de internet, que as nomeia de acordo com as políticas internas de sua rede.
Para os registros de domínios, os usuários tem a opção de optar por um WHOIS privado, que esconde os dados do dono do domínio. Esse opção é oferecida de graça por alguns provedores e por um valor anual, por outras.

## Exemplo
Exemplo de uma consulta WHOIS para o domínio wikipedia.org:
```
Domain ID:D51687756-LROR
Domain Name:WIKIPEDIA.ORG
Created On:13-Jan-2001 00:12:14 UTC
Last Updated On:01-Mar-2006 12:39:33 UTC
Expiration Date:13-Jan-2015 00:12:14 UTC
Sponsoring Registrar:Go Daddy Software, Inc. (R91-LROR)
Status:CLIENT DELETE PROHIBITED
Status:CLIENT RENEW PROHIBITED
Status:CLIENT TRANSFER PROHIBITED
Status:CLIENT UPDATE PROHIBITED
Registrant ID:GODA-09495921
Registrant Name:Bradford Patrick
Registrant Organization:Wikimedia Foundation, Inc.
Registrant Street1:200 2nd Avenue S. #358
Registrant Street2:
Registrant Street3:
Registrant City:Saint Petersburg
Registrant State/Province:Florida
Registrant Postal Code:33701-4313
Registrant Country:US
Registrant Phone:+1.7272310101
Registrant Phone Ext.:
Registrant 
FAX
:+1.7172580207
Registrant FAX Ext.:
Registrant 
Email
:bpatrick@wikimedia.org
Admin ID:GODA-29495921
Admin Name:Bradford Patrick
Admin Organization:Wikimedia Foundation, Inc.
Admin Street1:200 2nd Avenue S. #358
Admin Street2:
Admin Street3:
Admin City:Saint Petersburg
Admin State/Province:Florida
Admin Postal Code:33701-4313
Admin Country:US
Admin Phone:+1.7272310101
Admin Phone Ext.:
Admin FAX:+1.7172580207
Admin FAX Ext.:
Admin Email:bpatrick@wikimedia.org
Tech ID:GODA-19495921
Tech Name:Bradford Patrick
Tech Organization:Wikimedia Foundation, Inc.
Tech Street1:200 2nd Avenue S. #358
Tech Street2:
Tech Street3:
Tech City:Saint Petersburg
Tech State/Province:Florida
Tech Postal Code:33701-4313
Tech Country:US
Tech Phone:+1.7272310101
Tech Phone Ext.:
Tech FAX:+1.7172580207
Tech FAX Ext.:
Tech Email:bpatrick@wikimedia.org
Name Server:NS0.WIKIMEDIA.ORG
Name Server:NS1.WIKIMEDIA.ORG
Name Server:NS2.WIKIMEDIA.ORG
```